# Sanat Naft Abadan FC
El Sanat Naft Abadan Football Club (en persa نفت تهران) és un club de futbol iranià de la ciutat d'Abadan.

## Futbolistes destacats
- Behnam Seraj